# Nuraghensiedlung vom Monte Sant’Antonio

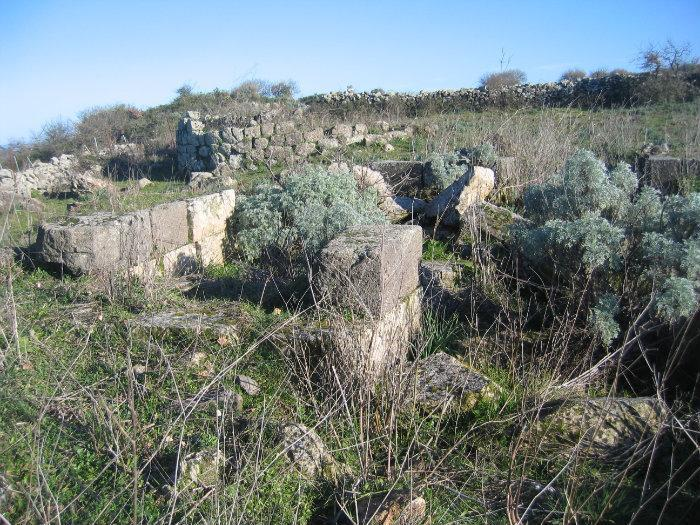
Nuraghensiedlung vom Monte Sant’Antonio

Die Nuraghensiedlung vom Monte Sant’Antonio (italienisch Santuario nuragico di monte Sant’Antonio) liegt südöstlich von Siligo in der Metropolitanstadt Sassari auf Sardinien.
Eine Nuraghensiedlung (italienisch Villaggio nuragico) ist eine endnuraghische, vermutlich in ihrer Entstehungsphase bereits abgebrochene, diffuse Form sardischer Kultplätze. Der mehr als zwei Hektar umfassende Komplex vom Monte Sant’Antonio befindet sich auf der Hochebene Monte Sant’Antonio in einer Gegend namens Sa Cherchizza.
Das Gebiet beherbergt ein Brunnenheiligtum (italienisch Pozzo sacro) mit einem gepflasterten Bereich, einen Tempel mit rechteckiger Basis, einen Korridornuraghen und Teile einer vermutlich pränuraghischen zyklopischen Mauer, alle in zerstörtem Zustand.

## Beschreibung
Die Nuraghe Cherchizza liegt am westlichen Rand des Plateaus. Trotz der Zerstörung besitzt der heilige Brunnen immer noch die runde Kammer und öffnet sich zu einem großen gepflasterten Bereich, der von einem Wasserabfluss durchquert wird. In der Nähe wurden mehrere Elemente der weißen Tuffdecke des Brunnens gefunden: Es sind Blöcke mit einer halbkreisförmigen Vertiefung im unteren Teil und rechteckigen Löchern in der Oberseite, in denen möglicherweise Votivschwerter angebracht worden waren. Die gesamte Struktur des Brunnen-Tempels ist von einer Mauer und Türmen umgeben. Nicht weit entfernt gibt es einen runden Raum mit einem Steinherd in der Mitte.
Bei Ausgrabungen wurden Bernsteinobjekte sowie Bronzen gefunden, darunter die Statuette einer Muttergöttin.
In den Jahren 1988–1989 war der Komplex nach verheerendem Vandalismus Gegenstand von Ausgrabungen durch Fulvia Lo Schiavo und Anna Sanna.
Die byzantinische Kirche Santa Maria di Mesumundu befindet sich stromabwärts der Stadt Siligo.
Stromabwärts der Stadt Siligo befindet sich die byzantinische Kirche Santa Maria di Mesumundu. Die Nuraghe Morette liegt in der Nähe.